# Lymeon tantillus
Lymeon tantillus är en stekelart som först beskrevs av Cresson 1874.  Lymeon tantillus ingår i släktet Lymeon och familjen brokparasitsteklar. Inga underarter finns listade i Catalogue of Life.